# Пол Старрок
Пол Старрок (англ. Paul Sturrock, нар. 10 жовтня 1956, Еллон) — шотландський футболіст, нападник. По завершенні ігрової кар'єри — футбольний тренер. Наразі очолює тренерський штаб команди «Саутенд Юнайтед».
Як гравець насамперед відомий виступами за клуб «Данді Юнайтед», а також національну збірну Шотландії.
Чемпіон Шотландії.

## Клубна кар'єра
У дорослому футболі дебютував 1974 року виступами за команду клубу «Данді Юнайтед», кольори якої і захищав протягом усієї своєї кар'єри гравця, що тривала цілих шістнадцять років. Більшість часу, проведеного у складі «Данді Юнайтед», був основним гравцем атакувальної ланки команди.

## Виступи за збірні
Протягом 1977—1982 років залучався до складу молодіжної збірної Шотландії. На молодіжному рівні зіграв у 9 офіційних матчах.
1981 року дебютував в офіційних матчах у складі національної збірної Шотландії. Протягом кар'єри у національній команді, яка тривала 7 років, провів у формі головної команди країни 20 матчів, забивши 3 голи.
У складі збірної був учасником чемпіонату світу 1982 року в Іспанії, чемпіонату світу 1986 року у Мексиці.

## Кар'єра тренера
Розпочав тренерську кар'єру, повернувшись до футболу після невеликої перерви, 1993 року, очоливши тренерський штаб клубу «Сент-Джонстон».
Надалі очолював команди клубів «Данді Юнайтед», «Плімут», «Саутгемптон», «Шеффілд Венсдей» та «Свіндон Таун».
Наразі очолює тренерський штаб команди «Саутенд Юнайтед».

## Титули і досягнення
Чемпіонат Шотландії:
- Чемпіон (1): 1982-83

Кубок Шотландії:
- Фіналіст (5): 1973-74, 1980-81, 1984-85, 1986-87, 1987-88

Кубок шотландської ліги:
- Володар (2): 1979-80, 1980-81
- Фіналіст (2): 1981-82, 1984-85

Кубок УЄФА:
- Фіналіст (1): 1986-87